# Apalit
Apalit es un municipio filipino de primera clase, perteneciente a la provincia de la Pampanga, en la isla de Luzón.

## Geografía
El municipio se ve atravesado por el río Grande de la Pampanga, sobre cuya orilla derecha se fundó.

## Historia
El pueblo fue fundado en 1590. Hacia mediados del siglo XIX, tenía contabilizada una población de 7858 habitantes, repartidos en 1370 casas. Aparece descrito en el primer volumen del Diccionario geográfico, estadístico, histórico de las Islas Filipinas (1850) de Manuel Buzeta Núñez y Felipe Bravo con las siguientes palabras:

APALIT: pueblo con cura y gobernadorcillo, en la isla de Luzon, prov. de la Pampanga (cap. Bacolor 3 ½ leg. S. E.), dióc. del arz. de Manila: sit. en los 124° 29' long., y los 14° 55' lat.; á la orilla der. del r. grande de la Pampanga, en terreno llano: disfruta de pintorescas y agradables vistas, y de buena ventilacion: su clima es bastante sano, á pesar de ser su territorio muy pantanoso; las enfermedades que por lo comun se padecen son calenturas y erupciones cutáneas. Fué fundado en 1590 y en el dia tiene como unas 1370 casas de la sencilla construccion del pais, distinguiéndose entre ellas la llamada parroquial, la del tribunal ó de comunidad; y otras varias tambien de piedra y tabla propiedades de los mestizos; hay una escuela de primeras letras dotada de los fondos del comun, é igl. parr. bajo la advoacion de San Pedro Apostol, servida por un cura regular, de provision del Real Patronato. Confina el pueblo por E. y S. con los de Baliuag, y Columpit, de la prov. de Bulcan; por O. con Macabebe, y por N. con San Simon. Cruza inmediato á él el r. grande arriba mencionado, cuyas aguas apenas pueden aprovecharse para el riego. Se hacen considerables plantaciones de palay y siembras de maiz, y además sus hab. benefician el azucar y el añil: los productos de la agricultura son arroz, maiz, añil, caña dulce, algun cacao y café, lentejas y muchas otras legumbres, y abundantes frutas, en especial mangas y ricos y suaves plátanos. Se coge tambien mucho ajonjolí, de que se saca el aceite para el alumbrado: la planta llamada nipa se encuentra en abundancia entre los esteros que estan sobre la cosa de la bahía, y se estienden cerca de 3 leg. en lo interior. La pesca, como uno de los ramos de la ind., es de bastante consideracion y lucro; hay tambien varias personas dedicadas á la alfarería, esteras, etc., y otras ocupadas en los ingenios de azucar, beneficio del añil, y estraccion del aceite antes nombrado, y no faltan los artistas precisos para atender á las necesidades de la pobl., cuyos hab. en general se dedican al com. dentro y fuera de la prov. en los artículos de su ind. agrícola y fabril, que conducen hasta Manila. pobl. 7,858 alm., 1,888 trib. que ascienden á 18,880 rs. plata, equivalentes á 47,200 rs. vn.
(Buzeta y Bravo, 1850, p. 305)

En 2020, tenía censados 117 160 habitantes.